# Węglin (Lublin)

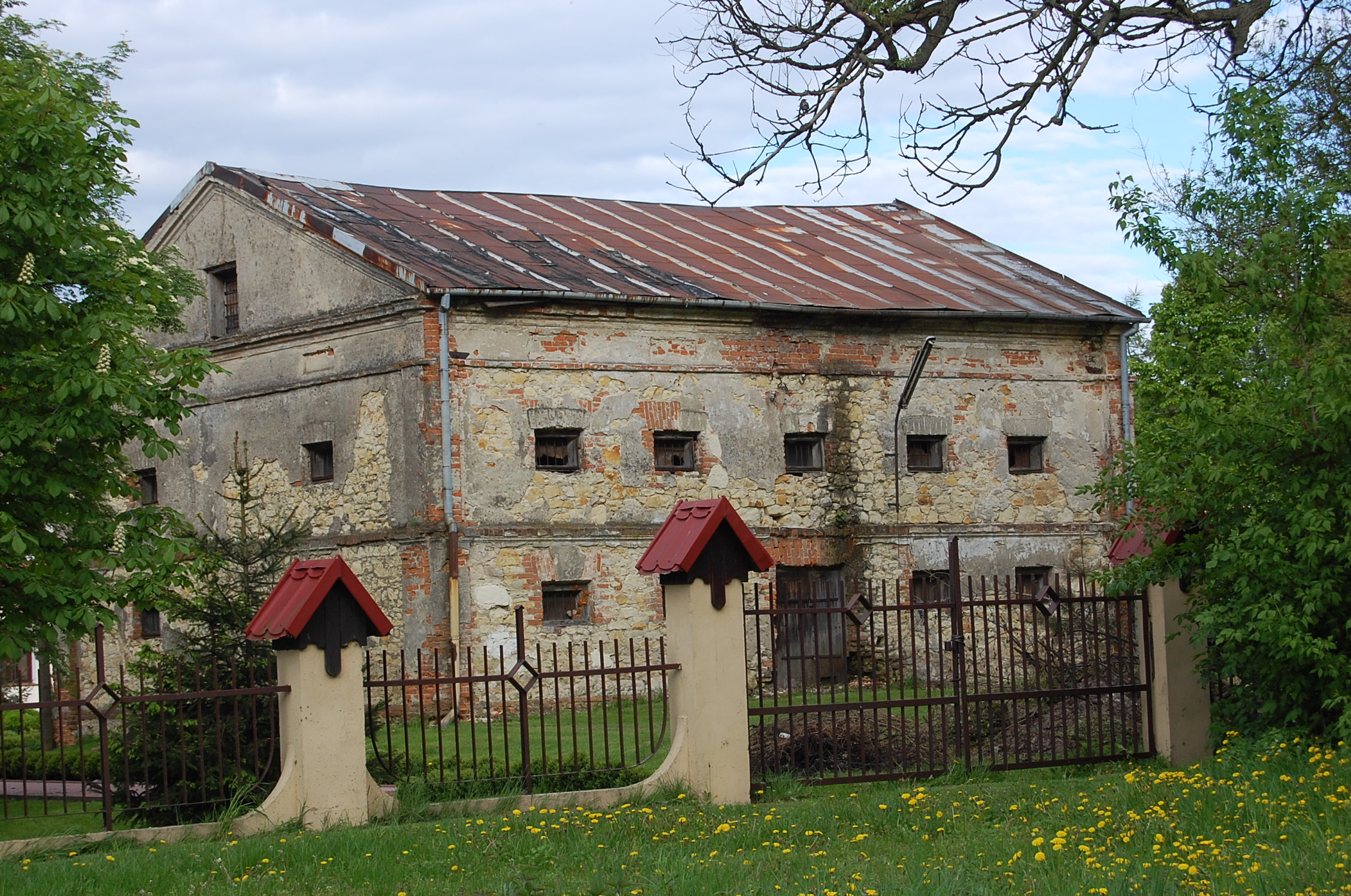
Spichlerz z XIX wieku przed renowacją zakończoną w 2013

Węglin – dzielnica mieszkaniowa Lublina w południowo-zachodniej części miasta. Łączne określenie dwóch administracyjnych dzielnic miasta: Węglin Północny i Węglin Południowy, które dzieli al. Kraśnicka.

## Historia
W 1864 za Konstantynowem wydzielony został z dawnych Rur Jezuickich drugi folwark, Węglin, którego nazwa powstała prawdopodobnie również w tym okresie i pochodzi ona od nazwiska dzierżawczyni majątku Konstantynów, Bronisławy Węglińskiej (niektórzy doszukują się źródeł nazwy Węglina jeszcze w XVIII wieku). W latach 80. XIX wieku istniał na Węglinie osobny folwark z dość licznymi zabudowaniami dworskimi i samym dworem oraz parkiem, który widać od strony al. Kraśnickiej. Wśród zabudowań folwarcznych znajdowały się piece wapienne oraz cegielnia, na których produkcję właściciele znajdowali zbyt w niedalekim i szybko rozbudowującym się Lublinie. 
Od 1867 w gminie Konopnica w powiecie lubelskim. W okresie międzywojennym miejscowość należała do woj. lubelskim. 1 września 1933 utworzono gromadę Konopnica w granicach gminy Konopnica, w skład której wszedł Węglin. Na początku XX w. właścicielem Węglina został podlubelski ziemianin, Zygmunt Sobieszczański. W kronice parafialnej z roku 1921 znajduje się wzmianka o szkołach powszechnych w parafii Konopnickiej, w tym szkoły 1 klasowej na Węglinie, posiadającej własną bibliotekę.
Podczas II wojny światowej Węglin włączono do Generalnego Gubernatorstwa (dystrykt lubelski). W okresie okupacji niemieckiej w okolicach zabudowań gospodarczych majątku Sobieszczańskich na Węglinie stacjonował niemiecki oddział techniczny.
Po II wojnie światowej wojnie Węglin tworzył już odrębną gromadę w gminie Konopnica, należąc do powiatu lubelskiego w woj. lubelskim.
W związku z reorganizacją administracji wiejskiej jesienią 1954, miejscowość weszła w skład nowo utworzonej gromady Konopnica.
1 stycznia 1959 Węglin wyłączono z gromady Konopnica, włączając go do Lublina.
Do lat 80. rozwijał się jako dzielnica willowa, stanowiąc bazę mieszkaniową dla studentów z lubelskich uczelni. Potem od strony Konstantynowa zaczęło powstawać osiedle, w którym z czasem zerwano z architekturą typowych blokowisk lubelskich. Największy rozwój dzielnicy przypadł na lata 1985–1995, kiedy powstało wiele nowych domów, uruchomiono nowe połączenia autobusowe, rozbudowano sieć trolejbusową wzdłuż al. Kraśnickiej od skrzyżowania z ul. Zana.
W 2009 oddano do użytku przedłużenie ul. Jana Pawła II do al. Kraśnickiej. Na południe od niej zaczęło rozwijać się nowe osiedle bloków mieszkalnych. W 2014 rada miasta wystąpiła z inicjatywą utworzenia na tym obszarze dzielnicy Czuby-Węglinek. W 2015 planowano tam zbudować szkołę podstawową, dwa przedszkola i kościół. Na północ od nowego odcinka ul. Jana Pawła II, przy al. Kraśnickiej, powstał park handlowy, na terenie którego znajduje się szereg sklepów wielkopowierzchniowych.

## Krokiewka

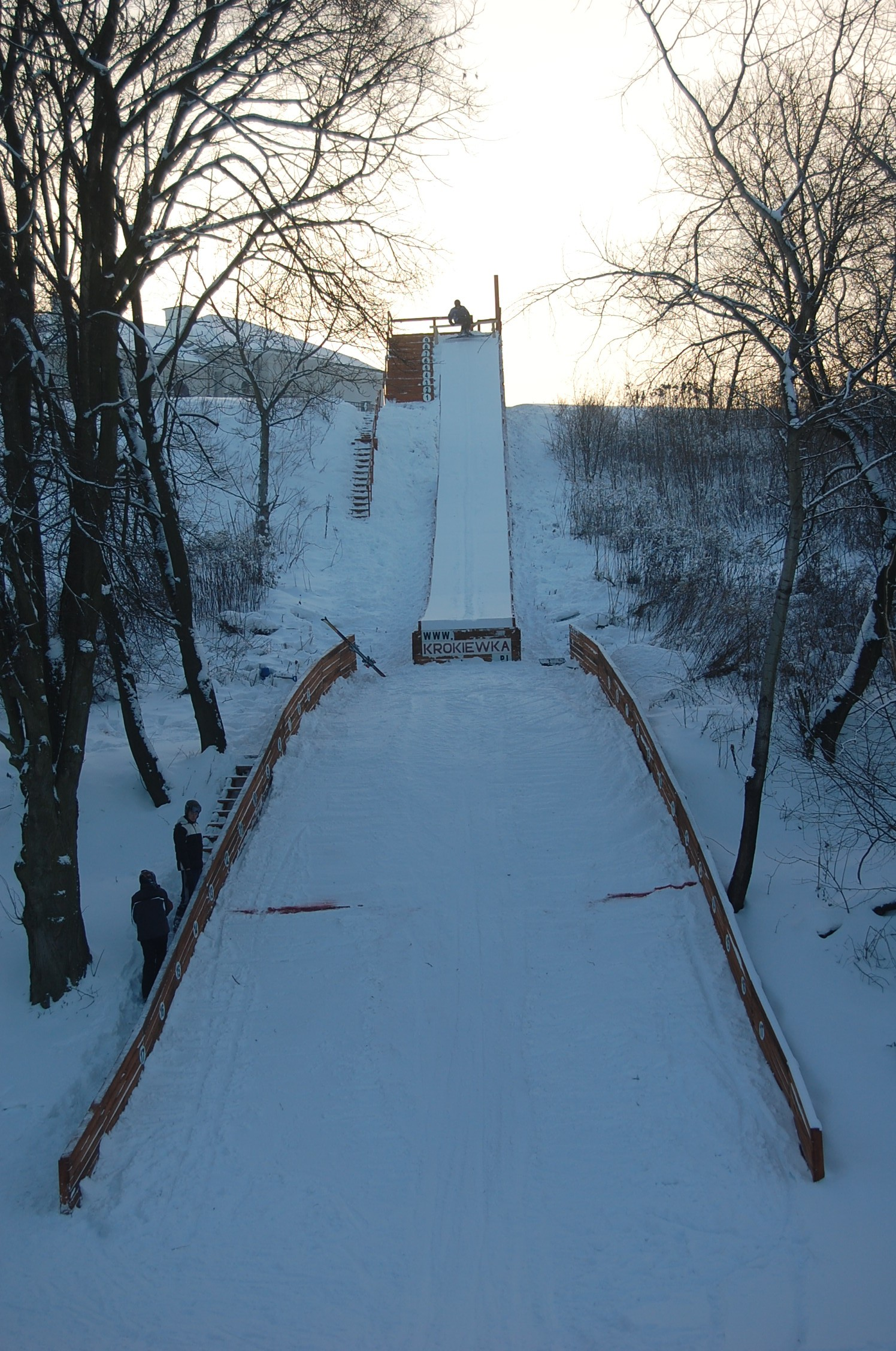
Skocznia narciarska Krokiewka

W 2007 na terenie dzielnicy powstała skocznia narciarska Krokiewka, którą w 2010 zmodernizowano, dzięki czemu uzyskano obiekt o punkcie konstrukcyjnym K13. Rekordowy skok o długości 15 m wykonał 18.12.2010 Maksymilian Furtak. W marcu 2011 obiekt został zburzony, a plany jej odbudowy przez miasto jesienią 2012 nie zostały zrealizowane, pomimo poczynionych przygotowań (lubelski MOSiR wydzierżawił teren pod budowę obok Hali Globus, w pobliżu istniejącego stoku narciarskiego i sztucznego lodowiska). Projekt nowej skoczni za darmo przygotowała krakowska firma Inter Steel; przewidywał on, że konstrukcja rozbiegu zostanie wykonana ze stali i drewna, a punkt konstrukcyjny skoczni znajdować się miał na 30 metrze.